# John G. Brainerd
John Grist Brainerd  (* 7. August 1904; † 1. Februar 1988) war ein US-amerikanischer Elektrotechniker.

## Leben
John G. Brainerd erwarb 1925 seinen Bachelor of Science in Elektrotechnik an der University of Pennsylvania, an deren Moore School of Electrical Engineering er dann arbeitete. 1934 erwarb Brainerd seinen Doktor und wurde Professor für Elektrotechnik. 
Im Juni 1929 veröffentlichte er eine Theorie zu einer Vier-Elektroden-Vakuumröhre (Tetrode). 
Um 1942 initiierte John G. Brainerd zusammen mit J. Presper Eckert das Projekt PX (ENIAC), das er beaufsichtigte. Während Eckert und John W. Mauchly die Universität verließen, um ihre eigene Firma zu gründen, blieb Brainerd an der Moore School und wurde 1954 ihr Direktor.